# Connecticut (rivier)
De Connecticut, de langste rivier in New England in de Verenigde Staten, begint in de Connecticut Lakes, een groep meren in het noorden van de staat New Hampshire dicht bij de Canadese grens. Vandaar stroomt de rivier naar het zuiden, de grens vormend tussen de staten Vermont en New Hampshire, door het westen van Massachusetts en het midden van Connecticut, en mondt uit in de Long Island Sound. Van begin tot eind is de rivier 640 km lang, en heeft een afwateringsgebied van 29.138 vierkante kilometer.
Vooral in het voorjaar, als de sneeuw smelt, draagt de rivier veel sediment. Als gevolg ontstaan er zandbanken bij de monding van de rivier, die scheepvaart belemmeren. Daardoor is de Connecticut rivier een van de weinige rivieren in de regio die geen grote stad aan haar monding heeft.

## Geschiedenis
De naam van de rivier is een Franse verbastering van het woord "quinetucket" dat in de taal van de Algonquin indianen "lange getijdenrivier" betekent.
De eerste Europeaan, die de rivier bezocht was de Nederlandse ontdekkingsreiziger Adriaen Block in 1614. De Nederlanders noemden de rivier de "Versche Rivier". De eerste Engelse kolonist die verslag deed van zijn bezoek aan de rivier was Edward Winslow van de Plymouth Colony in 1632. In 1633 vestigden de Engelsen een handelspost in Windsor in Connecticut. De Nederlanders bouwden een handelspost samen met een fort in Hartford, Connecticut, die beide weer verlaten werden in 1654.
Door het grote verval in de rivier werden er in de 19e eeuw aan de rivier fabrieken gebouwd, die gebruik maakten van waterkracht. Het grootste verval (17,7 meter) is bij de plaats Holyoke in Massachusetts. Andere belangrijke industriecentra zijn Windsor in Connecticut, Springfield in Massachusetts en Brattleboro in Vermont.
- Biblioteca Nacional de España: XX6323626
- Bibliothèque nationale de France: cb16546848b (data)
- Gemeinsame Normdatei: 4356001-5
- Library of Congress Control Number: sh85031179
- National Archives and Records Administration: 10045508
- Nationale Bibliotheek van Israël: 987007555421905171
- Système universitaire de documentation: 147690331
- Virtual International Authority File: 136479638
- WorldCat: E39PBJyxdwvFxFyCmtYm6FbfMP